# Bataille de Thaw Le Hta
Guerre civile de 2021-2023 en Birmanie
Batailles
- Conflit armé birman
- Coup d'État de 2021 en Birmanie
- Manifestations de 2021-2022 en Birmanie
  - Mort de Mya Thwe Thwe Khine (en)
  - Mort de Kyal Sin (en)

Théâtres :
- Chin (en)
- Zone sèche (en)
- État de Rakhine (en)

Violences et affrontements précoces :
- Tentative d'assassinat de Bai Yingneng (en)
- Hlaingthaya
- Alaw Bum
- Kalay
- Thapyayaye
- Taze (en)
- Pégou
- Naungmon (en)
- Thaw Le Hta
- Mindat (en)
- Muse (en)
- Mandalay (en)
- Myin Thar (en)
- Myawaddy (en)
- Tabayin (en)
- 1re Demoso
- 1re Loikaw (en)

Campagne de 2021-2022 :
- Kachinthay (en)
- Lay Kay Kaw (en)
- Hnan Khar (en)
- Mo So
- Chindwin (en)
- 2e Demoso (en)
- 2e Loikaw (en)
- Thantlang
- Mon Taing Pin (en)
- Pekon (en)
- Let Yet Kone
- Khin-U (en)
- Assassinat de Ohn Thwin
- Kawkareik
- Meurtre de Saw Tun Moe (en)
- Hpakant
- Ti Bwar

Campagne de 2023-2024 :
- Tar Taing
- Pazigyi
- Pinlaung (en)
- Mese (en)
- Shwe Kokko
- Kanaung
- Laiza
- Taungthaman (en)
- 1027
  - Chinshwehaw (en)
  - Namhsan (en)
  - Laukkai
  - Kaladan
  - Lashio
- 3e Loikaw (en)
  - 1107
- Kyindwe (en)
- Kachin (en)
  - Bhamo (en)
- Myawaddy
- Rakhine
  - Buthidaung (en)
  - Byian Phyu
  - Ann
- Confrérie Chin (en)
- Assassinat d'Ashin Munindabhivamsa (en)
- Budalin
- Myingyan (en)
- Bhamo (en)
- Ngape (en)

La bataille de Thaw Le Hta est survenue le 26 avril 2021 lorsque le Tatmadaw et l'Armée Karen de libération nationale (la branche armée de l'Union nationale karen) se sont affrontés près de la frontière entre la Birmanie et la Thaïlande,. Les combats se sont terminés par la capture et l'incendie d'une base militaire du Tatmadaw par l'Armée Karen de libération nationale. Le Tatamdaw a répondu par des frappes aériennes dans l'État de Kayin. Fin avril 2021, Al Jazeera a décrit les affrontements comme "les combats les plus féroces entre le Tatmadaw et un groupe ethnique armé depuis le coup d'État du 1er février".

## Contexte
Les affrontements se sont produits dans un contexte de violence et de protestations croissantes en Birmanie causées par le coup d'État du Tatmadaw le 1er février 2021. Avant les affrontements, des organisations et des analystes internationaux, tels que l'Envoyé spécial des Nations Unies pour la Birmanie (en), ont averti qu'une escalade de la violence pourrait mener à une guerre civile nationale. Les affrontements ont également rompu une brève période de "calme relatif" qui a suivi le sommet de l'ASEAN tenu deux jours plus tôt.